# 高木淳
高木 淳（たかぎ じゅん、1963年 - ）は、日本の男性アニメーション演出家、アニメーション監督。東京都出身。日本アニメーション所属。

## 来歴
日本大学芸術学部映画学科で演出を学び、卒業後日本アニメーションに入社。
監督を務めた「うっかりペネロペ」は、2007年文化庁メディア芸術祭アニメーション部門優秀賞を受賞した。
2007年より須田裕美子の後を継いで『ちびまる子ちゃん（第2期）』の監督を務めることになった。当時は須田が監督としての担当を終えてすぐに引き揚げてしまったため引き継ぎもあまり行われなかったため、監督になってからは自分流で進めていった。これについてインタビューを実施した『アニメ!アニメ!』は「演出として何度も担当したから作品内の世界観は十分に理解していたと須田が判断した」と考察している。

## 参加作品

### テレビアニメ
1987年
- 愛の若草物語（演出助手）

1988年
- 小公子セディ（演出助手）

1989年
- ピーターパンの冒険（演出補）

1990年
- ちびまる子ちゃん（第1期）（-1992年、絵コンテ・演出・演出助手）

1992年
- 南国少年パプワくん（-1993年、監督・絵コンテ・演出）

1993年
- 若草物語 ナンとジョー先生（絵コンテ・演出）

1994年
- 七つの海のティコ（監督・絵コンテ・演出）

1995年
- ちびまる子ちゃん（第2期）（1995年-、監督（2007年から）・絵コンテ・演出）

1996年
- 家なき子レミ（絵コンテ・演出）

1997年
- 中華一番!（-1998年、監督補（14話まで）・絵コンテ・演出）
- さくらももこ劇場 コジコジ（-1999年、監督・絵コンテ・演出）

1999年
- 未来少年コナンII タイガアドベンチャー（-2000年、絵コンテ）

2000年
- ドキドキ♡伝説 魔法陣グルグル（監督・絵コンテ・演出）

2001年
- 神鵰侠侶 コンドルヒーロー（-2002年、監督（案納正美と共同）・絵コンテ）

2003年
- PAPUWA（-2004年、監修）

2006年
- うっかりペネロペ（第1シリーズ）（監督・絵コンテ）

2009年
- うっかりペネロペ（第2シリーズ）（監督・絵コンテ）

2010年
- カルルとふしぎな塔（監督）

### 劇場アニメ
1997年
- 機関車先生（演出助手）

2015年
- ちびまる子ちゃん イタリアから来た少年（監督）

### OVA
1996年
- ぼくは王さま（監督）